# Hnîlîțea, Ohtîrka
Hnîlîțea (în ucraineană Гнилиця) este localitatea de reședință a comunei Hnîlîțea din raionul Ohtîrka, regiunea Sumî, Ucraina.

## Demografie
Componența lingvistică a localității Hnîlîțea
     Ucraineană (98,61%)
     Rusă (1,39%)
Conform recensământului din 2001, majoritatea populației localității Hnîlîțea era vorbitoare de ucraineană (98,61%), existând în minoritate și vorbitori de rusă (1,39%).